# Carlo Ardizzoni
Carlo Ardizzoni (Catania, 15 giugno 1884 – Catania, 15 novembre 1945) è stato un avvocato, politico e editore italiano.

## Biografia
Nacque a Catania il 15 giugno 1884, da Gaetano (1836-1924), illustre letterato, e dalla di lui consorte Giuseppa Finocchiaro Crupi, ed apparteneva a nobile famiglia cittadina.
Laureato in giurisprudenza, contemporaneamente all'attività forense, intraprese quella politica e militò nel Partito Socialista Riformista Italiano che a Catania faceva riferimento al deputato Giuseppe De Felice Giuffrida..
Nel 1943 fu cofondatore ed editore del quotidiano Corriere di Sicilia e due anni più tardi fu per breve periodo presidente dell'ANSA.
Ultimo sindaco prefascista di Catania (1920-1922), dopo lo sbarco alleato in Sicilia avvenuto nel corso della seconda guerra mondiale, aderì al Movimento Indipendentista Siciliano e ridivenne sindaco della città medesima (1944), il primo dopo la caduta del Fascismo; successivamente entrò a far parte del movimento politico Democrazia del Lavoro e nel 1945 fu nominato sottosegretario di Stato alla Regia Marina del Governo Parri, incarico che ricoprì fino alla sua morte, avvenuta improvvisamente il 15 novembre di quell'anno.

## L'incendio del Palazzo comunale nel 1944
A seguito dei danni subiti dal Palazzo Comunale di Catania e della distruzione dell'Archivio storico del Comune – per via dei moti del 14 dicembre 1944 di Catania – Ardizzoni assunse formale impegno, durante la relazione del 19 gennaio 1945 al locale Rotary Club, tenuta dal professore Guido Libertini, sul tema "Intorno alla distruzione dell'Archivio Comunale di Catania", in presenza del prefetto e dell'autorità alleata (la Commissione alleata di controllo), di realizzare quanto dal relatore era stato proposto. 
Il sindaco nominò una Commissione per la ricostituzione dell'Archivio Comunale chiamando a far parte di essa, sotto la presidenza dello stesso Libertini, cinque esperti: il professore Michele Catalano, l'avvocato Salvatore Frazzetta, lo storico Matteo Gaudioso, la professoressa Carmelina Naselli, l'avvocato Giuseppe Ursino Vianelli.